# Ентерпрайз (округ Кларк, Міссісіпі)
Ентерпрайз (англ. Enterprise) — місто (англ. town) в США, в окрузі Кларк штату Міссісіпі. Населення — 496 осіб (2020).

## Географія
Ентерпрайз розташований за координатами 32°10′21″ пн. ш. 88°48′57″ зх. д. / 32.17250° пн. ш. 88.81583° зх. д. (32.172542, -88.815818).  За даними Бюро перепису населення США в 2010 році місто мало площу 6,33 км², з яких 6,32 км² — суходіл та 0,02 км² — водойми.

## Демографія
Згідно з переписом 2010 року, у місті мешкало 526 осіб у 209 домогосподарствах у складі 145 родин. Густота населення становила 83 особи/км².  Було 250 помешкань (39/км²).
Расовий склад населення:
| - 81,2 % — білих - 18,3 % — чорних або афроамериканців - 0,4 % — азіатів |

До двох чи більше рас належало 0,0 %. Частка іспаномовних становила 0,2 % від усіх жителів.
За віковим діапазоном населення розподілялося таким чином: 25,5 % — особи молодші 18 років, 56,8 % — особи у віці 18—64 років, 17,7 % — особи у віці 65 років та старші. Медіана віку мешканця становила 41,0 року. На 100 осіб жіночої статі у місті припадало 82,0 чоловіків;  на 100 жінок у віці від 18 років та старших — 71,9 чоловіків також старших 18 років.
Середній дохід на одне домашнє господарство  становив 55 299 доларів США (медіана — 35 417), а середній дохід на одну сім'ю — 53 434 долари (медіана — 46 250). За межею бідності перебувало 25,1 % осіб, у тому числі 24,0 % дітей у віці до 18 років та 19,5 % осіб у віці 65 років та старших.
Цивільне працевлаштоване населення становило 193 особи. Основні галузі зайнятості: освіта, охорона здоров'я та соціальна допомога — 40,4 %, сільське господарство, лісництво, риболовля — 10,9 %, роздрібна торгівля — 9,8 %.